# IC 4354
IC 4354 је спирална галаксија у сазвјежђу Дјевица која се налази на листи објеката дубоког неба у Индекс каталогу.
Деклинација објекта је - 12° 36' 18" а ректасцензија 13h 58m 30,8s. Привидна величина (магнитуда) објекта IC 4354 износи 14,5 а фотографска магнитуда 15,3. IC 4354 је још познат и под ознакама MCG -2-36-1, IRAS 13558-1221, PGC 49731.